# Wiqueram
Wiqueram (Wicheramus) fou un governant de Túscia del temps de Carlemany, successor del duc Aló (Allone) vers el 797. Hauria succeït al duc quan aquest darrer va desobeir les ordes de Carlemany amb relació a Gausfred (fill i successor de l'abat Walfred), abat del Mont de San Pietro a Monteverdi, al que va intentar fer matar.
És esmentat com a duc el 800 i com a comte el 810. El 796 o 797 s'esmenta com a duc també a un pergami de l'arxiu arquebisbal de Lucca. No és clar si era de nació franca o llombarda. Es creu que era duc de Túscia i comte de Lucca, ja que el seu successor Bonifaci I també va ser esmentat amb els dos títols el 812 si bé després de 813 sempre comte.
Es va casar amb una dona de nom Mona o Bona, moment en què va donar una església al bisbe de Lucca per restaurar-la; junt amb la seva esposa va construir una església a Vetroniana.
El 812 o 813 el va succeir Bonifaci I el Bavarès (esmentat com a dux el 812 i comte el 813). Els comtes de terres fronteres eren anomenats també marchio (marquès) i Toscana era considerada fronterera amb els sarraïns.